# Lady Pank
Lady Pank és una popular banda de rock polonesa, començada en el 1981 a Varsòvia per Jan Borysewicz i Andrzej Mogielnicki. El seu primer èxit va ser "Mała Lady Punk" (Petita Dama Punk).

## Àlbums d'estudi i concert
- Lady Pank (1983)
- Ohyda (1984)
- Drop Everything (1985)
- LP3 (1986)
- O dwóch takich, co ukradli księżyc (1986)
- O dwóch takich, co ukradli księżyc cz. 2 (1988)
- Tacy sami (1989)
- Zawsze tam, gdzie ty (1990)
- Na na (1994)
- Akustycznie: Mała wojna (1995)
- Międzyzdroje (1996)
- Zimowe graffiti (1996)
- W transie (1997)
- Łowcy głów (1998)
- Koncertowa (1999)
- Nasza reputacja (2000)
- Teraz (2004) POL #3[1]
- Strach się bać (2007) POL #3[2]
- Maraton (2011)